# Ciudad Mier
Ciudad Mier ist eine mexikanische Stadt in Tamaulipas an der Grenze zu den Vereinigten Staaten. Der nächste Ort auf der Seite der USA ist McAllen. Ciudad Mier ist Verwaltungssitz des Municipio Mier.
Bis Ende 2010 lebten mehrere tausend Menschen in Ciudad Mier. Das kriminelle Kartell der Los Zetas drohte mit der Ermordung aller Bürger der Stadt, worauf die meisten der Bewohner flohen. Einen Monat später kehrten die Bewohner zurück, nachdem die Sicherheit durch drei Bataillone des mexikanischen Militärs garantiert wurde.